# North Riverside
North Riverside – wieś w Stanach Zjednoczonych, w stanie Illinois, w hrabstwie Cook.